# Salle des Concerts Herz
La salle de concerts d'Henri Herz, généralement appelée simplement salle Herz, est une ancienne salle de concerts qui était située à Paris, 38 devenu 48 rue de la Victoire, au sein de la manufacture du pianiste-compositeur Henri Herz. Elle fut inaugurée en 1838, étant ainsi la première salle construite par un facteur parisien comme salle de concerts, les salons Pleyel n'étant ouverts que l'année suivante.
La salle était louée et fut l'une des plus dynamiques ; Hector Berlioz y dirigea la création de deux de ses compositions : l'ouverture du Carnaval romain le 3 février 1844 et L'enfance du Christ le 10 décembre 1854. Le trésor à Mathurin d'Offenbach y est présenté le 7 mai 1853, et Offenbach lui-même y joue en tant que violoncelliste.
La première représentation publique du saxophone s'y est déroulée le 3 février 1844.
Des événements non musicaux ont également eu lieu dans la salle. Une conférence anti-esclavage y fut organisée le 27 août 1867 par la British and Foreign Anti-Slavery Society.
La salle Herz était encore utilisée pour monter des concerts de Jules Danbé en 1874 mais fut fermée en 1885 pour raisons de sécurité, puis démolie.